# Bitva u Vercell
Bitva u Vercell nebo také bitva na Raudijských polích byla poslední bitvou v bojích Římské republiky s germánskými kmeny Kimbrů a Teutonů a odehrála se 30. července roku 101 př. n. l. na pláni poblíž města Vercellae v provincii Předalpská Galie v dnešní severní Itálii. Germánsko-keltská konfederace pod vedením kimberského krále Boioriga byla poražena římskou armádou, které společně veleli konzul Gaius Marius a prokonzul Quintus Lutatius Catulus. Bitva znamenala konec germánské hrozby pro římskou republiku.

## Předchozí události
V roce 113 př. n. l. velká migrující germánsko-keltská aliance v čele s Kimbry a Teutony vstoupila do římské sféry vlivu a napadla Noricum, které obývali Tauriskové, přátelé a spojenci Říma. Senát pověřil konzula Gnaea Papiria Carbona, aby vedl velmi silnou římskou armádu do Norika a vytlačil z něj barbary. Obě vojska se střetla v bitvě u Noreie, ve které barbaři zcela přemohli římské legie a způsobili jim ničivé ztráty.
Po vítězství u Noreie se Kimbrové a Teutoni přesunuli na západ do Galie. V roce 109 př. n. l. táhli podél řeky Rhodanu k římské provincii Gallia Transalpina. K potlačení obnovené germánské hrozby byl vyslán římský konzul Marcus Iunius Silanus, který pochodoval se svou armádou na sever podél Rhodanu, aby čelil migrujícím germánským kmenům. S Kimbry se střetl přibližně 100 kilometrů severně od Arausia, kde došlo k další bitvě, a Římané opět utrpěli další ponižující porážku. Germánské kmeny se poté přestěhovaly do zemí na severovýchod od Tolosy v jihozápadní Galii.
Pro Římany představovala přítomnost germánských kmenů v Galii vážné ohrožení stability v oblasti a jejich prestiže. Lucius Cassius Longinus byl jako jeden z konzulů roku 107 př. n. l. poslán do Galie v čele jiné velké armády. Nejprve bojoval s Kimbry a jejich galskými spojenci Volky-Tektoságy nedaleko Tolosy; přes obrovskou převahu nepřátel je Římané obešli, ale bohužel pro ně byli o několik dní později přepadeni při pochodu na Burdigalu. Následující bitva u Burdigaly zničila naděje Římanů na definitivní porážku Kimbrů, a tak germánská hrozba trvala i nadále.
V roce 106 př. n. l. Římané vyslali svou největší armádu vůbec. Vrchní konzul toho roku, Quintus Servilius Caepio byl oprávněn použít osm legií ve snaze skoncovat s germánskou hrozbou jednou provždy. Zatímco Římané byli zaneprázdněni sestavováním své armády, Volkové-Tektoságové se dostali do sporů se svými germánskými spojenci a požádali je, aby opustili jejich teritorium. Když Caepio dorazil, našel pouze místní kmeny, které se rozhodly s nově příchozími legiemi nebojovat. V roce 105 př. n. l. Caepionovo prokonzulské impérium skončilo, zatímco konzul Gnaeus Mallius Maximus v Římě sestavoval dalších šest legií. Mallius Maximus vedl posily vstříc Caepionovi, který ležel se svými legiemi poblíž Arausia. Bohužel pro Římany se Caepio, který byl patricij, a Mallius Maximus, který byl homo novus, nepohodli. Caepio odmítl přijímat rozkazy od Mallia Maxima, který ho jako konzul hodnostně převyšoval. To vše vedlo k rozdělení římských sil na dvě armády tak nespolupracující, že se při zahájení bojů nechtěly ani navzájem podporovat. Mezitím germánské kmeny spojily své síly. Nejprve zaútočily a porazily Caepionovu armádu a poté s velkou převahou i armádu Mallia Maxima. Bitva u Arausia byla považována za největší římskou porážku od bitvy u Kann během punských válek.
V roce 104 př. n. l. se zdálo, že Kimbrové a Teutoni míří do Itálie. Římané poslali osvědčeného a schopného vojevůdce Gaia Maria v čele další velké armády. Germánské kmeny nikdy nebyly schopny se dlouhodobě semknout, a tak si Marius podrobil Volky-Tektoságy a zajal jejich krále Copilla. V roce 103 př. n. l. Sulla, jeden z Mariových podvelitelů, uspěl v přesvědčování germánského kmene Marsů, aby se stali přáteli a spojenci Říma, oddělili se od germánské konfederace a vrátili do Germánie. Roku 102 př. n. l. Marius pochodoval proti Teutonům a Ambronům v Galii. Mariův přítel Quintus Lutatius Catulus měl za úkol udržet Kimbry mimo Itálii. Catulova armáda však utrpěla určité ztráty, když na ni poblíž Tridenta Kimbrové zaútočili, Catulus proto ustoupil aby udržel svou armádu i nadále bojeschopnou. Mezitím Marius porazil Ambrony a Teutony v bitvě u Aquae Sextiae v Narbonské Galii.

## Předehra bitvy
V červenci 101 př. n. l. mířili Kimbrové na západ podél břehů Pádu. Armády Maria a Catula se po porážce Teutonů spojily a tábořily v blízkosti Placentie. Marius byl znovu zvolen již popáté konzulem a bylo mu svěřeno vrchní velení. Nejdříve začal s Kimbry, kteří požadovali půdu, kde by se mohli usadit, vyjednávat. Marius jejich požadavky odmítl a místo toho se pokusil Kimbry demoralizovat tím, že před nimi nechal potupně předvádět zajaté teutonské šlechtice. Ani jedna strana však o vyjednávání ve skutečnosti nestála, Římané neměli v úmyslu předat svou zemi cizím útočníkům a Kimbrové věřili, že jsou v převaze.
Během několika následujících dnů se obě armády přesunovaly a neustále měnily pozice. Římané zpočátku odmítali střet, Marius si však nakonec vybral optimální místo pro bitvu na otevřených Raudijských polích poblíž Vercell, kde se pak setkal s vůdcem Kimbrů Boiorigem, aby se dohodli na čase a místě bitvy. Mariovo vojsko tvořilo asi 52 000–54 000 mužů převážně těžké pěchoty, Kimbrové měli 120 000 až 180 000 bojovníků. Moderní historikové jsou však poněkud skeptičtí ohledně těchto ohromujících čísel, která již dnes není možno ověřit.

## Poloha bitvy
Většina historiků se tradičně domnívá, že se bitva odehrála v blízkosti dnešního města Vercelli v Piemontu v severní Itálii. Někteří historikové se však domnívají, že „vercellae“ není vlastní jméno a může odkazovat na jakoukoli těžební oblast na soutoku dvou řek. Tito historikové jsou toho názoru, že Kimbrové poté, co překročili Brennerský průsmyk, kopírovali při svém tažení řeku Adiži, místo aby se „bezdůvodně“ otočili na západ k současnému městu Vercelli; tímto způsobem by místo bitvy leželo v moderním Polesine, pravděpodobně poblíž Roviga.

## Bitva
Dne 30. července 101 př. n. l. se na Raudijských polích střetly nepřátelské armády. Na bojiště vyjelo 15 000 kimberských jezdců a následovaly je desítky tisíc členů kmene. Marius vykonal poslední oběť bohům: „ Marius si umyl ruce, pozvedl je k nebi a slíbil, že obětuje 100 zvířat pokud zvítězí “ —  Plútarchos  , zatímco Catulus zaslíbil bohům v případě vítězství celou kořist získanou na nepříteli.
Marius rozdělil vlastní armádu na dvě části po 15 000 mužích, které tvořily křídla armády. Ve středu linie stál Catulus a jeho 24 000 méně zkušených legionářů. Marius převzal velení levého křídla a Sulla velel jízdě na pravém křídle. Marius také velmi rozumně rozestavil své linie směrem k západu, Kimbrové pak museli bojovat se sluncem pražícím jim do očí.
Římané se na místo bitvy dostali jako první a ranní slunce se odráželo od jejich zbroje. Kimbrové si pak podle Plútarcha mysleli, že je obloha v plamenech a byli velmi nervózní. Římané vycítili jejich náhlou nervozitu a zaútočili jako první. Marius vedl své křídlo proti pravému křídlu Kimbrů. Vpochodoval do obrovského oblaku prachu vytvořeného čtvrt milionem mužů postupujících přes suchá pole. Když vyšel z oblaku, nenašel nepřítele, bitva se odehrávala někde jinde. Kimbrové se rozběhli v obrovském klínu směrem ke středu římské armády. Bohužel pro Kimbry byli jejich jezdci zcela zaskočeni kvalitnější římskou jízdou pod vedením Sully. Kimberská jízda byla přinucena ustoupit zpět k hlavnímu torzu své pěchoty a tím způsobila chaos. Když Catulus uviděl příležitost, vyslal svou pěchotu vpřed. Ostatní křídla římské armády se pak vrhla na kimberské boky a obklíčila je. Římské síly byly početně menší ale lépe vycvičené a disciplinované. Kromě toho římští legionáři vynikali v boji zblízka. V neprospěch barbarů také působilo letní teplo, na rozdíl od Římanů žijících kolem Středozemního moře nebyli zvyklí bojovat v tak vysokých teplotách. Bitva se proměnila v zoufalý ústup kimberské armády, který zastavily až vozy stojící (jak bylo obvyklé mezi germánskými a keltskými kmeny) v zadní části bojiště. V této fázi se z bitvy stal masakr, který skončil, až když se Kimbrové začali hromadně vzdávat. Boiorix a jeho šlechtici bojovali na život a na smrt, posléze pak byli všichni zabiti. Římané zaznamenali úplné a ohromující vítězství.

## Následky

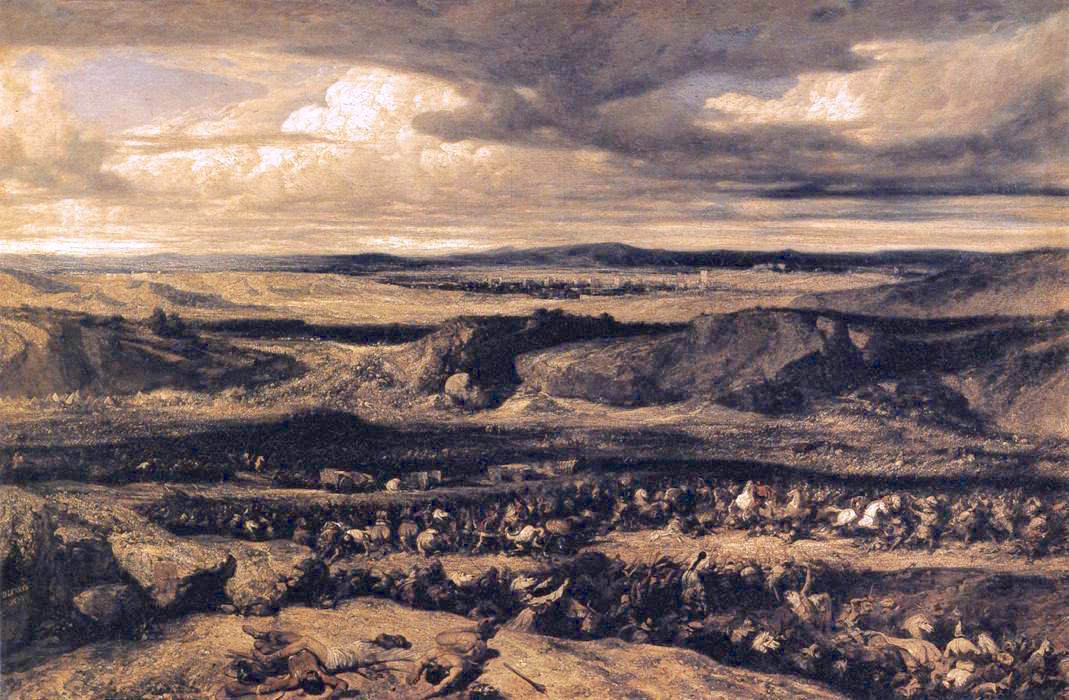
Alexandre-Gabriel Decamps, Porážka Kimbrů, 1833

Vítězství u Vercell a zničení Teutonů Mariem v bitvě u Aquae Sextiae v předchozím roce ukončilo germánskou hrozbu severním hranicím Říma. Kimbrové byli prakticky vyhlazeni. Marius prohlásil, že zabil 100 000 nepřátel a zajal a zotročil mnoho tisíc mužů a velký počet žen i dětí. Je možné, že tyto zajaté děti se později zúčastnily vzpoury gladiátorů na počátku Spartakova povstání.
Zprávu o naprostém vítězství u Vercell přinesl do Říma Mariův švagr Gaius Julius Caesar (otec pozdějšího diktátora Julia Caesara), který se v následujícím roce stal otcem svého jediného syna.
Marius a Catulus se brzy dostali do vzájemném sporu, kdo z nich přispěl k vítězství větším dílem. Marius se pokusil si veškerou zásluhu přivlastnit sám (měl na to jako vrchní velitel právo), ale Catulus vyzval občany Parmy k prohlídce bitevního pole a ukázal jim těla padlých Kimbrů, z nichž mnozí byli ještě probodeni pily, kterými byli zabiti, a velká většina těchto pilů nesla označení Catulových legií. Nakonec Marius a Catulus uspořádali společný triumf, na kterém Marius byl oslavován jako celkový velitel.
Z politického hlediska měla tato bitva pro Řím velké důsledky. Germánská hrozba jako hlavní důvod Mariova nepřetržitého sledu konzulátů (104–101 př. n. l.) se rozplynula. Ačkoli Marius, kterého vítězství u Vercell vyneslo na vrchol popularity, byl na rok 100 př. n. l. opět zvolen konzulem, jeho političtí oponenti toho využili. Konec války také představoval počátek rostoucí rivality mezi Mariem a Sullou, který nakonec vedl k první z velkých občanských válek v Římě. Sullova prestiž díky jeho roli ve vítězství u Vercell značně vzrostla. Mariova kariéra byla na svém vrcholu, zatímco Sullova byla teprve na počátku vzestupu.
Ihned po bitvě Marius udělil jednotkám italických spojenců římské občanství, aniž by svůj krok nejdříve konzultoval se senátem nebo ho požádal o svolení. Když někteří senátoři jeho iniciativu zpochybnili, tvrdil, že v zápalu bitvy nedokázal rozlišit hlas Římana od hlasu spojence. Od toho dne byly všechny italské legie považovány za římské legie.
Bylo to poprvé, kdy se vítězný římský vojevůdce otevřeně postavil proti senátu, ale nebylo to naposled. V roce 88 př. n. l. vedl Sulla v rozporu se senátem i s tradicí své jednotky přímo na samotný Řím. A Julius Caesar, když mu senát nařídil dostavit se do Říma, aby před soudem čelil obvinění ze zneužití úřední moci, místo toho v roce 49 př. n. l. vytáhl s jednou ze svých legií přes Rubikon do Říma. Tím vypukla občanská válka mezi ním a vojsky senátu pod Pompeiovým velením, což v konečném důsledku vedlo ke konci římské republiky.